# موروكي موخوتو
موروكي موخوتو (بالإنجليزية: Moroke Mokhotho) (مواليد 12 نوفمبر 1990) هو ملاكم من ليسوتو، مثّل بلاده في الألعاب الأولمبية الصيفية 2016.

## روابط خارجية
موروكي موخوتو على موقع بوكس ريك (الإنجليزية) (registration required)
- موروكي موخوتو على موقع اللجنة الأولمبية الدولية (الإنجليزية)
- موروكي موخوتو على موقع أوليمبيديا (الإنجليزية)
- موروكي موخوتو على موقع اتحاد ألعاب الكومنولث (مؤرشف) (الإنجليزية)